# Relations entre le Costa Rica et l'Union européenne
Les relations entre le Costa Rica et l’Union européenne reposent sur le dialogue de San José établi entre l'Union et l'Amérique centrale en 1984.

## Accords
Le Costa Rica a signé, avec d'autres pays d'Amérique centrale, l'accord-cadre de coopération entre l'UE et l'Amérique centrale en 1993 et le dialogue politique et de coopération en 2003.
Le Costa Rica est aussi membre de l'accord d'association UE-Amérique centrale de Tegucigalpa, signé le 29 juin 2012.

## Sources

## Compléments